# Güshri Khan
Güshri Khan, ook geschreven als Güshi, (1582 - 1655) was de leider van de Khoshut-Mongolen, een van de stammen van de federatie van de Oirat-Mongolen. Die federatie bestond verder uit de stammen Dörbet, Torgut en de Dzjoengaren.

## Achtergrond
Khara Khula (overleden 1635) was tijdens zijn leven de belangrijkste leider van de Oirat-Mongolen. Hij had de ambitie een rijk te stichten waarin alle Oirats onder zijn leiding verenigd zouden zijn. In de laatste periode van zijn leven slaagde hij er in die ambitie te verwezenlijken. Na de dood van Khara Khula volgt zijn zoon Erdeni Batur (regeerde 1635-1653) hem op. Tijdens zijn periode krijgt zijn rijk een politiek herkenbare identiteit als het kanaat Dzjoengarije

## De migratie van Güshri Khan
Erdeni Batur raakt onmiddellijk na het overlijden van Khara Khula verwikkeld in een machtsconflict met Güshri Khan. De laatste werd gedwongen te migreren. Dat was in de eerste decennia van de 17e eeuw vaker gebeurd onder de Oirat-Mongolen. Vanaf 1600 hadden kleinere groepen Oirat-Mongolen zich al onder bescherming van de Russische tsaar gesteld. In 1630 besloot de vrijwel gehele stam van de Torgut te migreren naar het gebied van de Wolgadelta en werd daarbij gevolgd door een aanzienlijk deel van de Dörbet, mede uit onvrede over het streven van Khara Khula de gehele politieke en militaire controle over de stammenfederatie te verkrijgen.
In 1636 migreert Güshri Khan met ongeveer 60.000 huishoudens naar het gebied van Kokonor, waar al sinds de tijd van Dzjenghis Khan (1162-1227) Mongoolse prinsdommen aanwezig zijn. Hij vestigde daar een eigen kanaat.
In 1637 zond hij een delegatie naar het hof van de Mantsjoes met de opdracht te achterhalen of deze bereid zouden zijn tot steun aan de strijd tegen Erdeni Batur. De keizer Hong Taiji (1592-1643), die kort daarvoor in 1634 de Chahar-Mongolen had onderworpen was daartoe niet bereid. De Mantsjoes hadden hun prioriteit gelegd bij het verdrijven van de Chinese Ming-dynastie.

## Interventie in Tibet

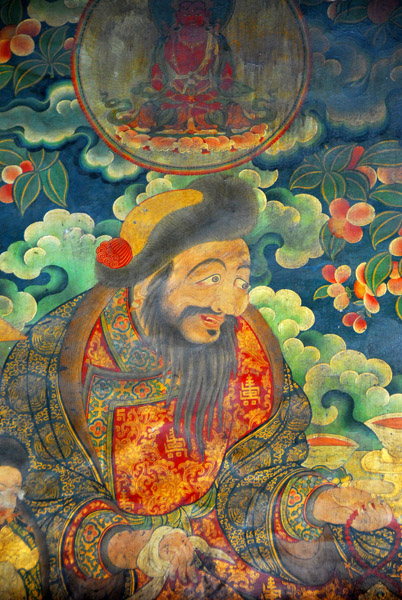
Güshri Khan

In de eerste decennia van de 17e eeuw was er in Centraal-Tibet een bloedige burgeroorlog. Rondom 1637 stond de gelugtraditie van de dalai lamas daarbij op het punt te verdwijnen. Om aan dat lot te ontsnappen werd dan ook een beroep gedaan op de historische alliantie tussen de gelug en een aantal stammen van de westelijke Mongolen, die dateerde uit de tijd van de derde dalai lama Sönam Gyatso en Altan Khan. Sönam Chöpel, de eerste van de regenten in Tibet, vroeg Güshri Khan om militaire hulp. Met de regent reisde Güshri Khan naar Lhasa en had daar een aantal ontmoetingen met Ngawang Lobsang Gyatso, de vijfde dalai lama. Zoals gebruikelijk werden er onderling plechtige titels aan elkaar uitgereikt. Güshri Khan ontving de titel Dharma Koning; Handhaver van de Leer en een gouden standbeeld van Tsongkhapa, de geestelijk vader van het gedachtegoed van de gelug.
In 1638 viel Güshri Khan met zijn troepen Centraal-Tibet binnen. Er volgde een harde en lange strijd met de nieuwe koning van Tsang die zich in Shigatse dat jaar moest overgeven. Daarna werd de grootste vestiging van het hoofd van de karma kagyü-traditie, de tiende karmapa, Chöying Dorje, aangevallen en vernietigd. De resterende volgelingen van de karmapa en de koning van Tsang hergroepeerden zich in Kongpo en organiseerden een opstand tegen de nieuwe machthebbers. Een leger dat bestond uit aanhangers van Güshri Khan viel Kongpo binnen, vernietigde het hele gebied en executeerde circa 8000 mensen. Ook de daarheen gevluchte koning van Tsang werd om het leven gebracht.
In 1641 was de burgeroorlog voorbij en was de gelug de dominante macht in Tibet geworden. die het globaal drie eeuwen zou blijven. Güshri Khan bood het gebied van de dertien myriarchiën die bestonden tijdens de Mongoolse periode in Tibet aan de dalai lama aan. Güshri Khan werd formeel koning van Tibet maar keerde naar Kokonor terug.
In de eerste jaren na 1641 bemoeide Güshri Khan zich nog enigszins met bestuurlijke zaken in Centraal-Tibet. Een brief aan de Mantsjoes in 1644 waarin die gefeliciteerd werden met hun overwinning op de Ming-dynastie werd bijvoorbeeld door de dalai lama en Güshri Khan gezamenlijk ondertekend. Daarna bemoeiden Güshri Khan en zijn directe opvolgers zich feitelijk nauwelijks meer met het bestuur in Tibet, hoewel zij nooit formeel afstand deden van hun rechten als heerser van het gebied.
Daar zou pas weer verandering in komen gedurende de periode van Lhabzang Khan (overleden 1717).
In de Tibetaanse geschiedschrijving vervult Güshri een belangrijke rol in het kader van de patroon-priesterrelatie.